# Districtul Soi Dao
Soi Dao (în thailandeză สอยดาว) este un district (Amphoe) din provincia Chanthaburi, Thailanda, cu o populație de 62.340 de locuitori și o suprafață de 733,8 km².

## Componență
Districtul este subdivizat în 5 subdistricte (tambon), care sunt subdivizate în 68 de sate (muban).
| Nr. | Nume         | În thailandeză | Sate | Locuitori |  |
| --- | ------------ | -------------- | ---- | --------- |  |
| 1.  | Patong       | ปะตง           | 11   | 14,902    |  |
| 2.  | Thung Khanan | ทุ่งขนาน         | 16   | 10,362    |  |
| 3.  | Thap Chang   | ทับช้าง          | 16   | 15,840    |  |
| 4.  | Sai Khao     | ทรายขาว        | 13   | 12,474    |  |
| 5.  | Saton        | สะตอน          | 12   | 8,762     |  |